# Mimorista matronulalis
Mimorista matronulalis is een vlinder uit de familie van de grasmotten (Crambidae), uit de onderfamilie van de Spilomelinae. De wetenschappelijke naam van deze soort is voor het eerst voorgesteld als Botys matronulalis door Heinrich Benno Möschler in een publicatie uit 1886.
De soort komt voor in Jamaica.